# 斯佩河畔格兰敦
斯佩河畔格兰敦（英语：Grantown-on-Spey；苏格兰盖尔语：Baile Ùr nan Granndach），是英国苏格兰高地行政区的一个城镇，位于斯佩河畔。总人口2,166（2001年）。斯佩河畔格兰敦建立于1765年。斯佩河畔格兰顿，原名“格兰敦”（Grantown），得名于詹姆斯·格兰特准男爵（Sir James Grant）；1898年改为现名。